# كأس القارات 1999
كأس القارات 1999 كانت النسخة الرابعة من كأس العالم للقارات، والثاني من تنظيم الفيفا. المسابقة استضيفت من قبل المكسيك بين 24 يوليو و 4 أغسطس 1999. فازت بها المكسيك، بعد تغلبها على البرازيل 4–3 في النهائي. البطولة كان بالأصل ستقام في ثلاث ملاعب، في ثلاث مدن في البلاد.

## الفرق المشاركة
| فريق             | الاتحاد القاري | التصفيات                                                               | المشاركة |
| ---------------- | -------------- | ---------------------------------------------------------------------- | -------- |
| المكسيك          | كونكاكاف       | مضيف وفائز كأس كونكاكاف الذهبية 1998                                   | الثالثة  |
| بوليفيا          | كونميبول       | وصيف كأس أمريكا الجنوبية 1997                                          | الأولى   |
| البرازيل         | كونميبول       | فائز وكأس أمريكا الجنوبية 1997 وصيف بطولة كأس العالم لكرة القدم 1998 1 | الثانية  |
| مصر              | الكاف          | فائز كأس الأمم الأفريقية لكرة القدم 1998                               | الأولى   |
| ألمانيا          | يويفا          | فائز كأس الأمم الأوروبية لكرة القدم 1996                               | الأولى   |
| نيوزيلندا        | أوقيانوسيا     | فائز كأس أوقيانوسيا للأمم 1998                                         | الأولى   |
| السعودية         | آسيا           | فائز كأس الأمم الآسيوية لكرة القدم 1996                                | الرابعة  |
| الولايات المتحدة | كونكاكاف       | وصيف كأس كونكاكاف الذهبية 1998                                         | الثانية  |

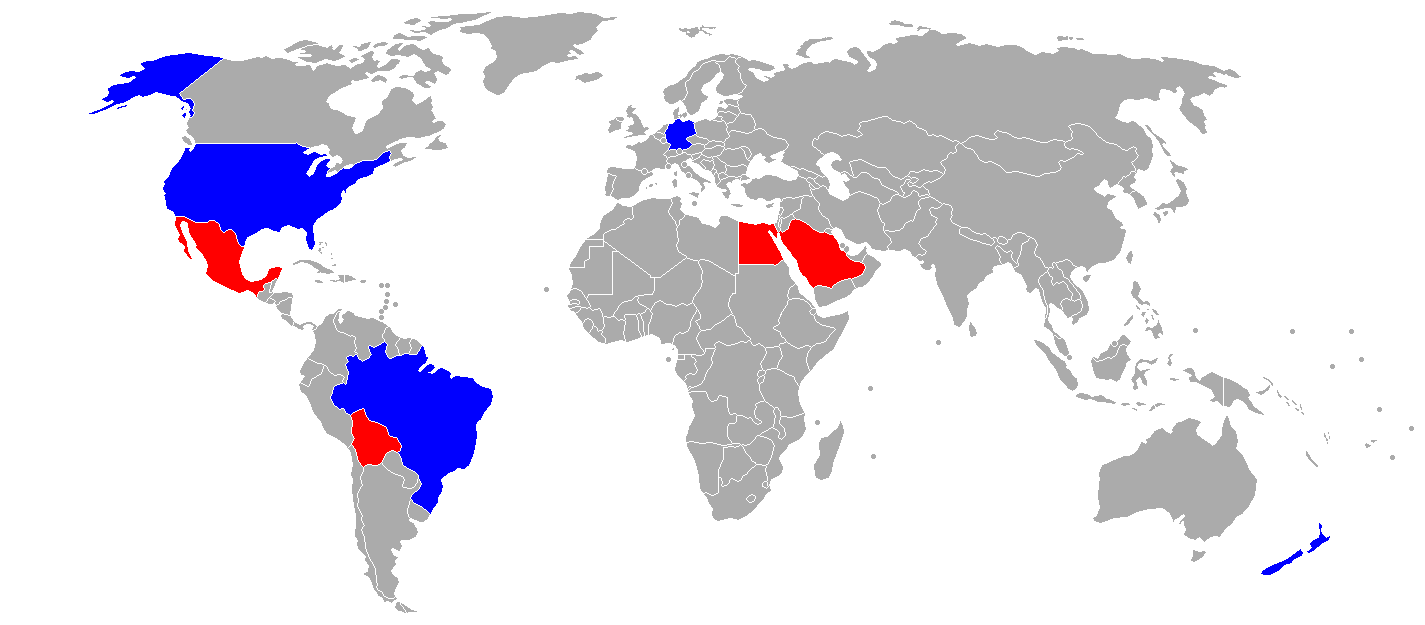
فرق كأس القارات المشاركة

1فرنسا، فائزة بطولة كأس العالم لكرة القدم 1998 انسحبت. وكان هذا نتيجة للضغوط من الأندية الأوروبية الكبرى للاتحاد الفرنسي لكرة القدم لعدم استدعاء اللاعبين للخدمة في منتصف الطريق طوالة المهمة مع المنتخب من خلال الموسم المحلي؛ بدلا من حقل الجانب الأضعف، فرنسا اختارت عدم المشاركة.

## الأماكن
المباريات لعبت في:
| مدينة مكسيكو   | غوادالاخارا   |
| -------------- | ------------- |
| ملعب أزتيكا    | ملعب خاليسكو  |
| السغة: 115,000 | السعة: 66,700 |
|                |               |

## حكام المباريات
| أفريقيا - كوفي كودجا آسيا - كيم يونغ جو أوروبا - أنديرس فريسك | شمال، أمريكا الوسطى والكاريبي - غيلبيرتو ألكالا - بريان هول أمريكا الجنوبية - أوبالدو أكينو - أوسكار رويز |

## دور المجموعات

### مجموعة 1
| فريق     | لعب | ف | ت | خ | له | عليه | فرق | نقاط |
| -------- | --- | - | - | - | -- | ---- | --- | ---- |
| المكسيك  | 3   | 2 | 1 | 0 | 8  | 3    | 5+  | 7    |
| السعودية | 3   | 1 | 1 | 1 | 6  | 6    | 0   | 4    |
| بوليفيا  | 3   | 0 | 2 | 1 | 2  | 3    | 1−  | 2    |
| مصر      | 3   | 0 | 2 | 1 | 5  | 9    | 4−  | 2    |

| بوليفيا                               | 2 – 2   | مصر                                 |
| ------------------------------------- | ------- | ----------------------------------- |
| ليمبيرغ جوتيريز 21' · ريني ريبيرا 40' | (تقرير) | عبد الستار صبري 8' · ياسر رضوان 63' |

| المكسيك                                                      | 5 – 1   | السعودية                |
| ------------------------------------------------------------ | ------- | ----------------------- |
| كواتيموك بلانكو 12'، 19'، 68'، 77' · خوسي مانويل أبونديس 21' | (تقرير) | نواف التمياط 62' (ضرب.) |

| السعودية | 0 – 0   | بوليفيا |
| -------- | ------- | ------- |
|          | (تقرير) |         |

| المكسيك                                  | 2 – 2   | مصر                           |
| ---------------------------------------- | ------- | ----------------------------- |
| بافل باردو 15' · خوسي مانويل أبونديس 26' | (تقرير) | أحمد حسن 79' · سمير كمونة 85' |

| مصر                   | 1 – 5   | السعودية                                           |
| --------------------- | ------- | -------------------------------------------------- |
| سمير كمونة 70' (ضرب.) | (تقرير) | مرزوق العتيبي 8'، 34'، 78'، 85' · إبراهيم سويد 64' |

| المكسيك               | 1 – 0   | بوليفيا |
| --------------------- | ------- | ------- |
| فرانسيسكو بالنسيا 52' | (تقرير) |         |

### مجموعة 2
| فريق             | لعب | ف | ت | خ | له | عليه | فرق | نقاط |
| ---------------- | --- | - | - | - | -- | ---- | --- | ---- |
| البرازيل         | 3   | 3 | 0 | 0 | 7  | 0    | 7+  | 9    |
| الولايات المتحدة | 3   | 2 | 0 | 1 | 4  | 2    | 2+  | 6    |
| ألمانيا          | 3   | 1 | 0 | 2 | 2  | 6    | 4−  | 3    |
| نيوزيلندا        | 3   | 0 | 0 | 3 | 1  | 6    | 5−  | 0    |

| البرازيل                                               | 4 – 0   | ألمانيا |
| ------------------------------------------------------ | ------- | ------- |
| زي روبرتو 62' · رونالدينهو 72' (ضرب.) · أليكس 86'، 87' | (تقرير) |         |

| نيوزيلندا          | 1 – 2   | الولايات المتحدة                       |
| ------------------ | ------- | -------------------------------------- |
| كريس زوريكيخ 90+3' | (تقرير) | براين مكبرايد 25' · جوفان كيروفسكي 58' |

| ألمانيا                           | 2 – 0   | نيوزيلندا |
| --------------------------------- | ------- | --------- |
| ميشيل بريتز 6' · لوثار ماثيوس 33' | (تقرير) |           |

| البرازيل       | 1 – 0   | الولايات المتحدة |
| -------------- | ------- | ---------------- |
| رونالدينهو 13' | (تقرير) |                  |

| الولايات المتحدة                | 2 – 0   | ألمانيا |
| ------------------------------- | ------- | ------- |
| بين أولسن 23' · جو ماكس مور 50' | (تقرير) |         |

| نيوزيلندا | 0 – 2   | البرازيل                            |
| --------- | ------- | ----------------------------------- |
|           | (تقرير) | ماركوس باولو 45+2' · رونالدينهو 88' |

## دور خروج المغلوب
|  | نصف النهائي            | نصف النهائي           |   |                       | النهائي                | النهائي |  |
|  |                        |                       |   |                       |                        |         |  |
|  | 1 أغسطس - مدينة مكسيكو |                       |   |                       |                        |         |  |
|  | المكسيك (ب.و.إ.)       | 1                     |   |                       |                        |         |  |
|  | الولايات المتحدة       | 0                     |   |                       |                        |         |  |
|  |                        |                       |   |                       |                        |         |  |
|  |                        |                       |   |                       | 4 أغسطس - مدينة مكسيكو |         |  |
|  |                        |                       |   |                       | المكسيك                | 4       |  |
|  |                        | البرازيل              | 3 |                       |                        |         |  |
|  |                        |                       |   |                       |                        |         |  |
|  |                        |                       |   |                       |                        |         |  |
|  |                        |                       |   |                       | المركز الثالث          |         |  |
|  | 1 أغسطس - غوادالاخارا  | 1 أغسطس - غوادالاخارا |   | 3 أغسطس - غوادالاخارا | 3 أغسطس - غوادالاخارا  |         |  |
|  | البرازيل               | 8                     |   | الولايات المتحدة      | 2                      |         |  |
|  | السعودية               | 2                     |   |                       | السعودية               | 0       |  |

### نصف النهائي
| المكسيك             | 1 – 0 (ب.و.إ.) | الولايات المتحدة |
| ------------------- | -------------- | ---------------- |
| كواتيموك بلانكو 97' | (تقرير)        |                  |

| البرازيل                                                                                | 8 – 2   | السعودية               |
| --------------------------------------------------------------------------------------- | ------- | ---------------------- |
| جواو كارلوس 8' · رونالدينهو 11'، 65'، 90+2' · زي روبرتو 33' · أليكس 36'، 86' · روني 62' | (تقرير) | مرزوق العتيبي 22'، 31' |

### ملحق المركز الثالث
| الولايات المتحدة                  | 2 – 0   | السعودية |
| --------------------------------- | ------- | -------- |
| بول برافو 27' · براين مكبرايد 78' | (تقرير) |          |

### النهائي
| المكسيك                                                               | 4 – 3   | البرازيل                                       |
| --------------------------------------------------------------------- | ------- | ---------------------------------------------- |
| ميغيل زيبيدا 13'، 51' · خوسي مانويل أبونديس 28' · كواتيموك بلانكو 62' | (تقرير) | سيرجينهو 43' (ضرب.) · روني 47' · زي روبرتو 63' |

## الجوائز
| فائز الكرة الذهبية | فائز الحذاء الذهبي | كأس الفيفا للعب النظيف |
| ------------------ | ------------------ | ---------------------- |
| رونالدينهو         | رونالدينهو         | البرازيل · نيوزيلندا   |

| فائز الكرة الفضية    | فائز الحذاء الفضي     |
| -------------------- | --------------------- |
| كواتيموك بلانكو      | كواتيموك بلانكو       |
| فائز الكرة البرونزية | فائز الحذاء البروزنزي |
| مرزوق العتيبي        | مرزوق العتيبي         |

## أعلى الهدافين
6 أهداف
- كواتيموك بلانكو
- مرزوق العتيبي
- رونالدينهو

4 أهداف
- أليكس

3 أهداف
- خوسي مانويل أبونديس
- زي روبرتو